# ONU Femmes
L'Entité des Nations unies pour l'égalité des sexes et l'autonomisation des femmes, ou plus simplement ONU Femmes, est une agence de l'Organisation des Nations unies (ONU). Elle a été créée dans le but de « promouvoir la parité et l'autonomisation des femmes partout dans le monde ».

## Histoire
Cette entité onusienne a été créée dans le cadre de réforme globale de l'ONU (entamée en 2005). 
Elle fait également suite à des négociations avec les groupes militant pour la cause des femmes.
La nouvelle entité regroupe et fusionne différentes structures onusiennes déjà existantes comme la Division pour l'avancement des femmes (DAW), l'Institut international de recherche et de formation pour l'avancement des femmes (Instraw), le Fonds de développement des Nations unies pour la femme (Unifem) ou encore le Bureau du conseiller spécial pour les questions de genre et l'avancement des femmes (Osagi).
L'ONU a mis en place un Fonds pour l'égalité des sexes.
En 2013, un groupe ONU Femmes français est créé, présidé par Miren Bengoa, constituant alors le 17e des comités nationaux d’ONU Femmes ; « Fondé sous le statut d’association de droit français, le Comité est reconnu par ONU Femmes pour porter ses actions de sensibilisation et de plaidoyer en France ». En 2016, ONU Femmes France signe un accord de partenariat avec le groupe Kering.

## Missions
Parmi les missions de cette entité, qui a commencé ses activités en janvier 2011, figure l'information, le conseil voire l'assistance technique concernant l'égalité des sexes, l'autonomisation, les droits des femmes ainsi que la « transversalisation de la problématique hommes-femmes », en s'appuyant sur le « principe de l'universalité »,.

## Gouvernance
La direction d'ONU Femmes est assurée par une personnalité qui travaille sous l'autorité directe du secrétaire général de l'ONU, avec le titre de secrétaire général adjoint.
L'ONU Femmes a comme ambassadrices de bonne volonté l'actrice australo-américaine Nicole Kidman, la princesse Bajrakitiyabha de Thaïlande et l'actrice britannique Emma Watson.
| Période     | Nom                    | Pays           |
| ----------- | ---------------------- | -------------- |
| 2010-2013   | Michelle Bachelet      | Chili          |
| 2013-2021   | Phumzile Mlambo-Ngcuka | Afrique du Sud |
| depuis 2021 | Sima Sami Bahous       | Jordanie       |